# Rinaldo Piscicello
Rinaldo Piscicello, anomenat el cardenal de Nàpols (Nàpols, Itàlia, llavors capital del Regne de Nàpols, cap a 1415/1416 - Roma, 14 de juliol de 1457) va ser un cardenal italià del segle xv. És parent de Lucrècia d'Alagni, la favorita del rei Alfons el Magnànim.

## Biografia
Rinaldo Piscicello va ser referendari, canonge i vicari general de l'arxidiòcesi de Nàpols i protonotari apostòlic. L'any 1451, és nomenat arquebisbe de Nàpols. Fa reconstruir la catedral de S. Saverio a Nàpols, després del greu terratrèmol de 1456, que va causar la mort de 40.000 persones.
El papa Calixt III el fa cardenal en el consistori del 17 de desembre de 1456.